# Comuna Svinița, Mehedinți
Svinița (în sârbă Свињица, Свиница, cu alfabetul latin: Svinjica, Svinica) este o comună în județul Mehedinți, Banat, România, formată numai din satul de reședință cu același nume.

## Istoric
La Tricule (Treicule, Tri Cule, Tri Kule), pe malul Dunării, se găsesc resturile Cetatea Tricule, o fortificație medievală din secolele XI-XVI.
Aici au existat și trei turnuri, din care actualmente se mai păstrează doar două turnuri, ambele scufundate parțial sub apa Dunării. Turnurile au fost odinioară părți ale unei stații vamale austriece, care s-a construit și s-a dat în funcțiune după Acordul de Pace de la Iași, din 1792.

## Demografie
Componența etnică a comunei Svinița
     Sârbi (87,85%)
     Români (6,61%)
     Alte etnii (0,4%)
     Necunoscută (5,13%)
Componența confesională a comunei Svinița
     Ortodocși sârbi (87,18%)
     Ortodocși (6,34%)
     Alte religii (1,08%)
     Necunoscută (5,4%)
Conform recensământului efectuat în 2021, populația comunei Svinița se ridică la 741 de locuitori, în scădere față de recensământul anterior din 2011, când fuseseră înregistrați 925 de locuitori. Majoritatea locuitorilor sunt sârbi (87,85%), cu o minoritate de români (6,61%), iar pentru 5,13% nu se cunoaște apartenența etnică. Din punct de vedere confesional, majoritatea locuitorilor sunt ortodocși sârbi (87,18%), cu o minoritate de ortodocși (6,34%), iar pentru 5,4% nu se cunoaște apartenența confesională.

## Politică și administrație
Comuna Svinița este administrată de un primar și un consiliu local compus din 9 consilieri. Primarul, Nicolaie Curici[*], de la Partidul Social Democrat, este în funcție din 2008. Începând cu alegerile locale din 2024, consiliul local are următoarea componență pe partide politice:
|  | Partid                          | Consilieri | Componența Consiliului | Componența Consiliului | Componența Consiliului |
|  | ------------------------------- | ---------- | ---------------------- | ---------------------- | ---------------------- |
|  | Uniunea Sârbilor din România    | 3          |                        |                        |                        |
|  | Partidul Social Democrat        | 3          |                        |                        |                        |
|  | Alianța pentru Unirea Românilor | 1          |                        |                        |                        |
|  | Partidul Național Liberal       | 1          |                        |                        |                        |
|  | Alianța Dreapta Unită           | 1          |                        |                        |                        |

## Legături externe

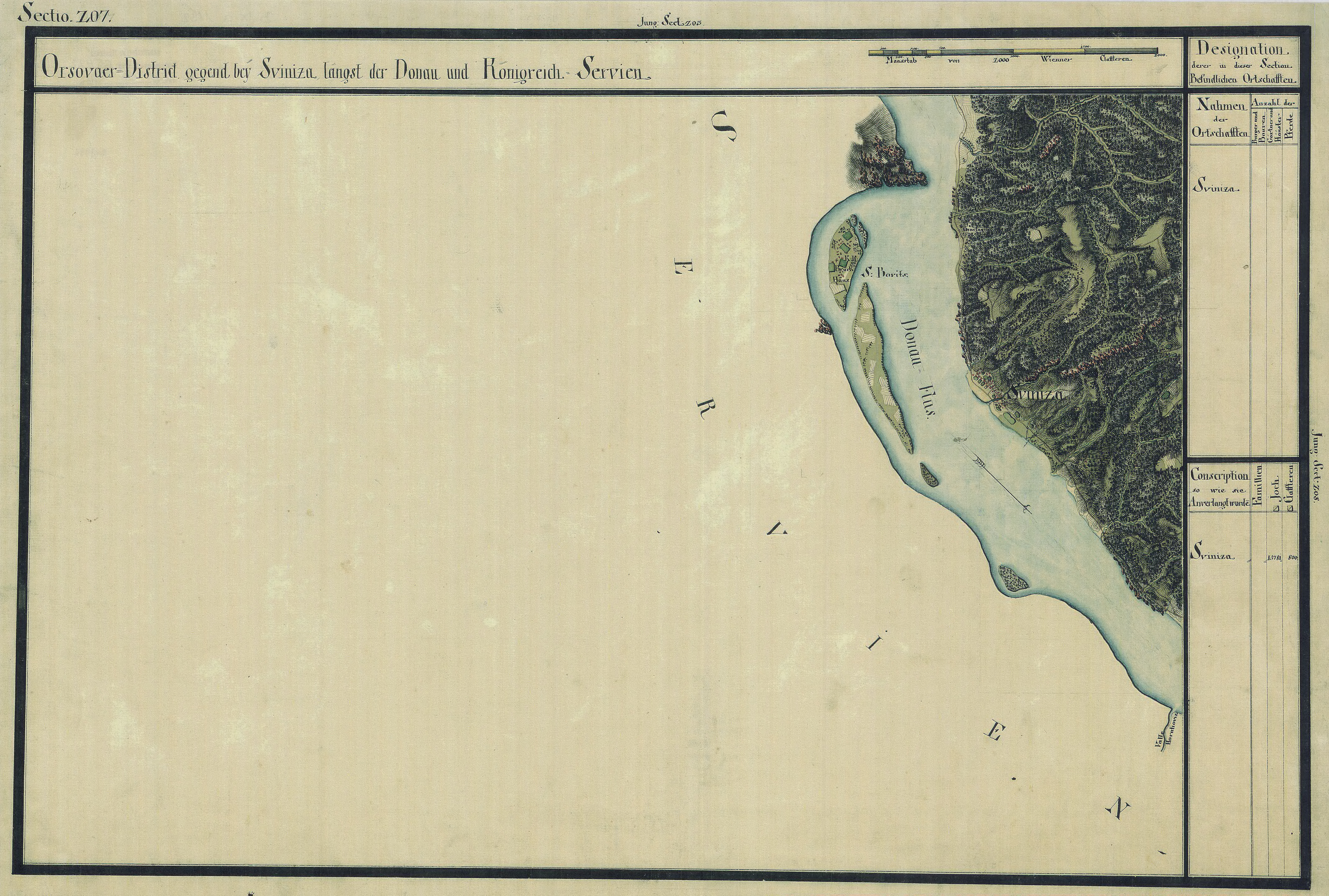
Svinița în Harta Iosefină a Banatului, 1769-72